# Hypsipterygidae
Hypsipteryx
Famille
Genre
Les Hypsipterygidae sont une famille d'insectes hétéroptères (punaises) de l'infra-ordre des Dipsocoromorpha qui ne compte qu'un seul genre, Hypsipteryx, comprenant cinq espèces décrites, dont quatre vivantes et une fossile,.

## Systématique
La famille des Hypsipterygidae et le genre Hypsipteryx ont été créés en 1961 par l'entomologiste américain Carl John Drake (1885-1965).

## Caractéristiques
Ces petites punaises (de 2 à 3 mm de long), ont des yeux composés, des antennes de quatre articles apparents, flagelliformes, c'est-à-dire que les deux premiers articles sont courts et épais, alors que les deux suivants sont longs et fins. Leurs ailes sont aréolées, et leur pronotum présente trois carènes longitudinales, ce qui les distingue des autres Dipsocoromorpha, et les fait ressembler à des Tingidae (Cimicomorpha).

## Habitat
Ces espèces vivent des litières de feuilles ou du bois mort.

## Liste d'espèces
Les espèces suivantes ont été décrites :
- Hypsipteryx ecpaglus Drake, 1961 (orientale)
- Hypsipteryx machadoi Drake, 1961 (Afrique)
- Hypsipteryx ugandensis Štys, 1970 (Afrique)
- Hypsipteryx vasarhelyii Rédei, 2007 (Vietnam)

Ainsi qu'une espèce fossile : †Hypsipteryx hoffeinsorum Bechly & Wittmann, 2000, provenant d'ambre de la Baltique.